# Серйозна людина
«Серйозна людина» (англ. A Serious Man) — американський фільм, чорна комедія братів Коен. Вихід в прокат відбувся 12 жовтня 2009, в Україні 8 квітня 2010 року.

## Сюжет
Головним героєм фільму є Ларрі Гопнік, який працює професором в єврейському коледжі на Середньому Заході в 1967 році. Чорна смуга в житті Ларрі починається, коли його дружина виявляє бажання розлучитись. Виникають проблеми з дітьми, що крадуть гроші з його гаманця, та братом, який оселився в нього на безстроковий термін і більшість часу проводить в туалеті, що своєю чергою не може не дратувати інших мешканців будинку. До всього цього додаються ворожі анонімні записки, які загрожують його роботі, та студент-випускник, що шантажує Ларрі для отримання необхідної оцінки. Ларрі починає шукати допомоги у раввінів, які замість допомоги розповідають йому історії з «мораллю», даючи можливість розв'язати свої проблеми самостійно.

## Знімальна група

### Режисери
Як сценаристи, продюсери і режисери виступили брати Коен.

### Актори
- Майкл Стулбарг — Ларрі Гопнік
- Сарі Леннік — Джудіт Гопнік
- Аарон Вольф — Денні Гопнік
- Джессіка МакМанус — Сара Гопнік
- Фред Меламед — Сай Ейблман
- Річард Кайнд — Артур Гопнік
- Саймон Гелберг — Раввін Скот Гінзлер
- Джордж Вайнер — Раввін Нахтнер
- Файвуш Фінкель — Реб Грошковер
- Алан Мандел — Раввін Маршак
- Адам Аркін — Дон Мілгрем

## Музика
Музику до фільму написав композитор Картер Бюруелл, автор музики до всіх картин братів Коен.
Крім музики Бюруелла, у фільмі лунають пісні: Jefferson Airplane — Somebody to Love, Jimi Hendrix — Machine Gun та деякі уривки єврейської музики (зокрема Dem Milners Trern, пісня Марка Варшавського у виконанні Сидора Біларського).

## Нагороди та номінації

### Нагороди
- 2009 — Національна рада кінокритиків США (англ. National Board of Review of Motion Pictures)
  - Фільм увійшов до десятки найкращих фільмів 2009 року.
  - Найкращий оригінальний сценарій — Джоел та Етан Коени.

### Номінації
- 2009 — Премія «Золотий Глобус»
  - Найкраща чоловіча роль (комедія або мюзикл) — Майкл Стулбарг
- 2009 — Премія Британської академії телебачення і кіномистецтва.
  - Найкращий оригінальний сценарій — Джоел та Етан Коени.
- 2010 — Премія Оскар
  - Найкращий фільм.
  - Найкращий оригінальний сценарій — Джоел та Етан Коени.